# Mein Mörder
Mein Mörder ist ein österreichischer Spielfilm von Elisabeth Scharang, der das Thema Kinder-Euthanasie aufgreift. Ort der Handlung ist das Spital „Am Spiegelgrund“.

## Handlung
Mein Mörder erzählt von Hans, einem Buben, der im Alter von zehn Jahren wegen seines Schuldirektors – eines fanatischen Nationalsozialisten – in die Wiener Kinder-Euthanasie-Anstalt am Spiegelgrund auf der Baumgartner Höhe (heute Steinhof, der Spitalskomplex von damals ist heute Teil des Otto-Wagner-Spitals) eingeliefert wird. Der Leiter ist Dr. Mannhart, ein NS-Arzt. Dort erleidet Hans Misshandlungen und Demütigungen und sieht, wie einer seiner Leidensgenossen stirbt. Seit dieser Zeit leidet er unter einem Trauma.
Hans flieht aus der Anstalt. Weil er zehn Jahre später seinen Volksschuldirektor niederschlägt, kommt er ins Gefängnis. Hier trifft er Dr. Mannhart vom Spiegelgrund wieder, der nun Gehirnforscher ist und Gerichtsgutachten erstellt. Zu ihm sagt Hans: „Sie sind mein Mörder.“ Darauf antwortet der Arzt: „Sie sind verrückt.“ Er erstellt ein Gutachten, das dazu führt, dass Hans in eine Anstalt für geistig abnorme Rechtsbrecher eingeliefert wird.

## Hintergründe
Der Film basiert auf der Geschichte des NS-Arztes Heinrich Gross und Friedrich Zawrels. 1975 saß Zawrel als Untersuchungshäftling Gross gegenüber. Er erkannte in ihm seinen Peiniger und warf ihm seine Verbrechen vor. Daraufhin versuchte Gross ihn einweisen zu lassen.
1979 wurde Gross jedoch von der Vergangenheit eingeholt, als der Wiener Unfallchirurg Werner Vogt den Fall publik machte und in einem von Gross angestrengten Gerichtsverfahren die Richtigkeit seiner Vorwürfe beweisen konnte.

## Sonstiges
Friedrich Zawrel ist im Film mehrmals kurz als Zuschauer beim Prozess gegen Manhart zu sehen.

## Auszeichnungen
- Fipa d’Or 2006, Int. TV-Festival Biarritz, Bester Spielfilm
- Zoom 2006, Int. TV-Festival Spanien, Bester Spielfilm
- Romy 2006 in der Kategorie „Bestes Drehbuch“ für Michael Scharang und Elisabeth Scharang
- „Österreichischer Volksbildungpreis“ für den besten Spielfilm